# Вербовочка
Вербовочка (укр. Вербівочка) — село в Староконстантиновском районе Хмельницкой области Украины.
Население по переписи 2001 года составляло 33 человека. Почтовый индекс — 31112. Телефонный код — 3854. Занимает площадь 0,244 км². Код КОАТУУ — 6824280703.

## Местный совет
31112, Хмельницкая обл., Староконстантиновский р-н, с. Березное